# زمین‌لرزه ۱۹۲۶ قارص
زمین‌لرزه قارص  در تاریخ ۲۲ اکتبر ۱۹۲۶ میلادی، برابر با ‎۲۹ مهر ۱۳۰۵، ساعت ۱۹:۵۹:۰۰ به زمان یوتی‌سی در ترکیه ، منطقه قارص رخ داد. ژرفای این زلزله ۷ کیلومتر بود. بزرگی آن ۵٫۷ در مقیاس ریشتر اعلام شده‌است. زمین‌لرزه به وقت محلی در روز جمعه، ساعت ۲۱ روی داده و منطقه زمانی آن یوتی‌سی +۲ بوده‌است (با لحاظ تغییر ساعت تابستانی).
سازمان زمین‌شناسی آمریکا نیز جای این زمین‌لرزه را در مختصات ۴۰°۴۲′شمالی ۴۳°۴۲′شرقی / ۴۰٫۷°شمالی ۴۳٫۷°شرقی و بزرگی آنرا برابر با ۵٫۷ در مقیاس ریشتر اعلام کرده‌است. ژرفای گزارش شده از سوی این سازمان ۷ کیلومتر می‌باشد.
شمار کشتگان زلزله حدود ۳۷۰ نفر بوده‌است.تعداد زخمیان ۴۸۷ نفر برآورده شده‌است.